# Rathaus (Marktbergel)

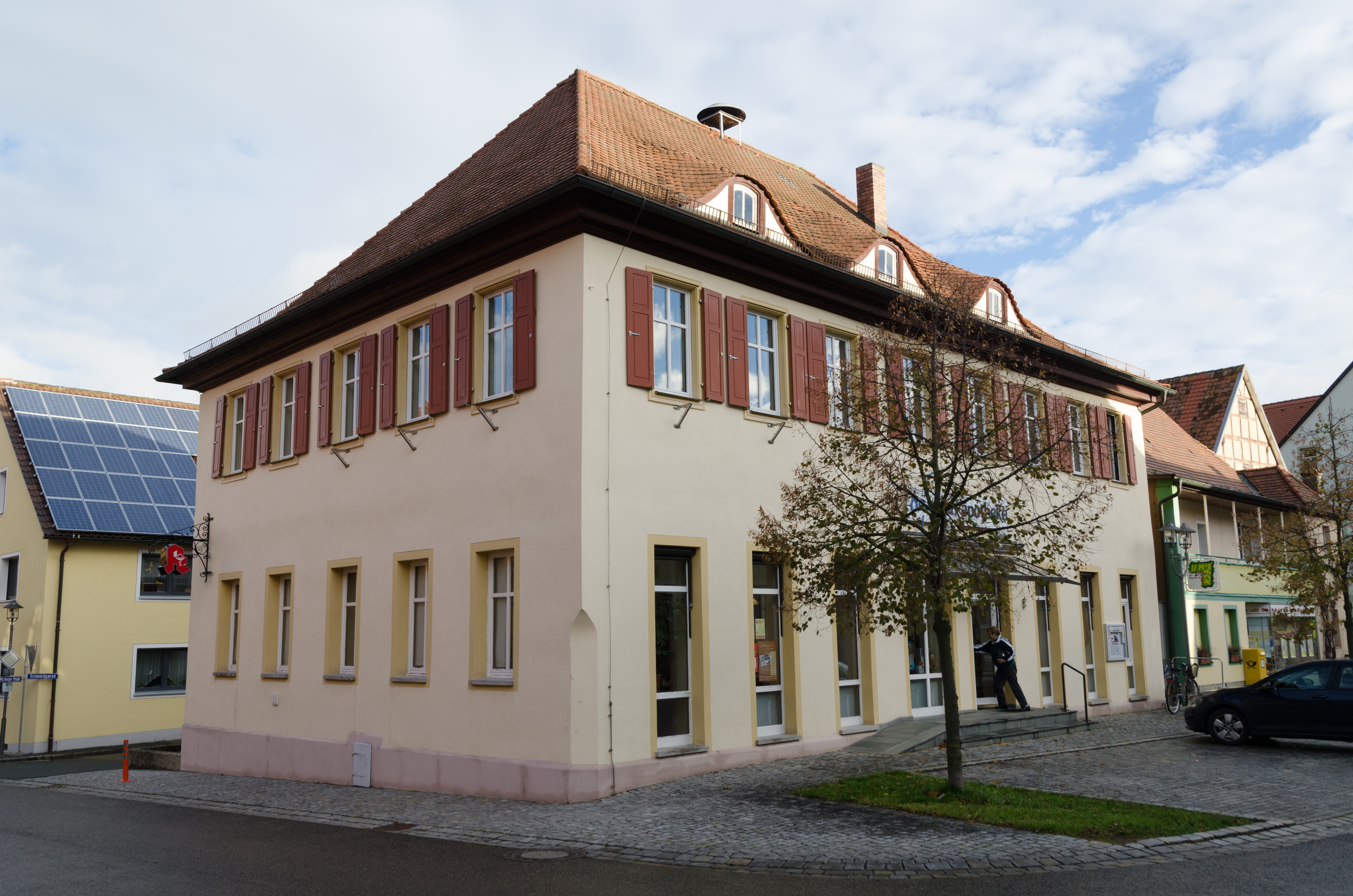
Rathaus in Marktbergel

Das Rathaus in Marktbergel, einer Marktgemeinde im mittelfränkischen Landkreis Neustadt an der Aisch-Bad Windsheim in Bayern, wurde 1724 errichtet. Das Rathaus an der Ansbacher Straße 1 ist ein geschütztes Baudenkmal. 
Der zweigeschossige Walmdachbau mit Fledermausgauben und verputztem Fachwerkobergeschoss hat fünf zu acht Fensterachsen.